# 沃伊奥
沃伊奥（希臘語：Βόιο）是希腊西马其顿大区科扎尼专区的市镇，行政中心为锡阿蒂斯塔镇。市镇面积为1,007.6平方公里，2021年人口数量为14,947人。
此市镇设立于2011年地方政府改革中，由原5个市镇合并而成，原市镇则成为此市镇的5个市区。